# Othmar Baier

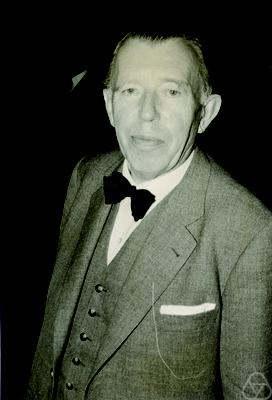
Othmar Baier

Othmar Baier (* 16. November 1905 in Augsburg; † 2. April 1980 in München) war ein deutscher Mathematiker.

## Leben und Werk
Er war der Sohn des Studienprofessors Richard Baier, studierte ab 1924 Mathematik und Physik an der Universität und Technischen Hochschule in München, legte 1929 sein zweites Staatsexamen ab und promovierte 1931 bei Sebastian Finsterwalder mit einer Arbeit über die Flächen, auf welchen die Darbouxschen Linien Dreiecksnetze bilden.
Er war 1931/32 Assistent am  Karlsruher Institut für Technologie und danach bis 1937 an der TH München, wo er sich 1934 bei Lense mit einer Arbeit aus der Kinematik habilitierte. An der TH Stuttgart war er ab 1937 vertretungsweise Professor für Darstellende Geometrie und Angewandte Mathematik, ab 1945 a.o. Professor und 1952 o. Professor. Von 1960 bis 1971 war er TH München als Nachfolger von Frank Löbell Direktor des Instituts für Geometrie. 
Er heiratete die Studienassessorin am Mädchenlyzeum Erna Zurl (1906–1973), mit der er vier Kinder hatte. Baier berechnete die Grundlagen für die Geometrie des Wankelmotors. Er verfasste dazu 22 Schriften und meldete drei Patente an.